# Pfingstritt

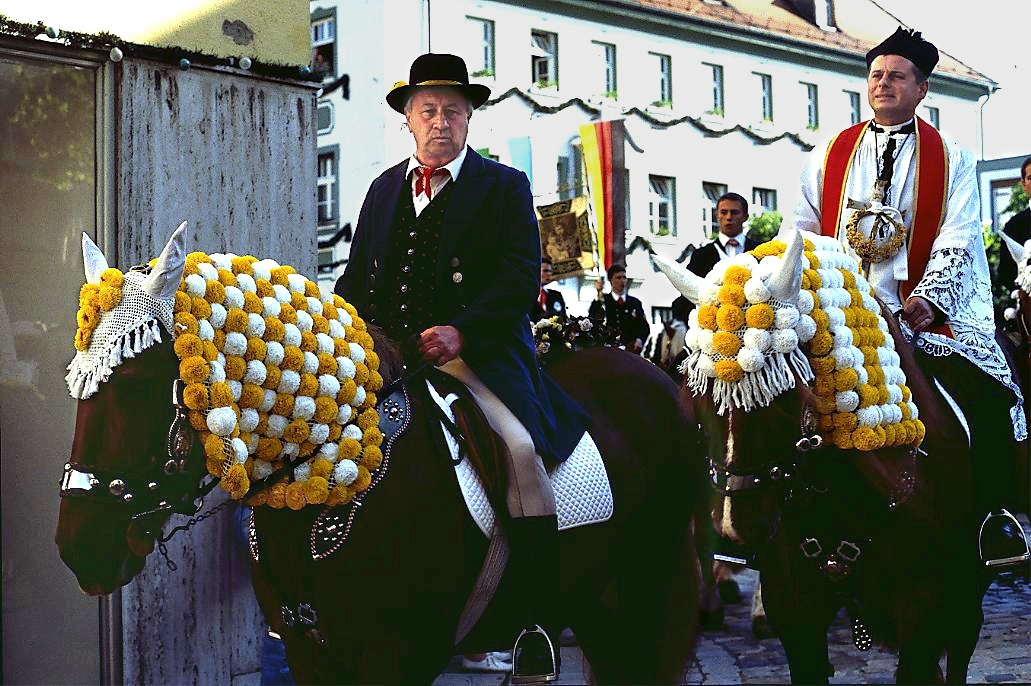
Pfingstritt

Pfingstritt (dokł. niem. Kötzinger Pfingstritt) – zielonoświątkowa, konna procesja odbywająca się pomiędzy bawarskimi miejscowościami Bad Kötzting i Steinbühl. Należy do największych tego typu przedsięwzięć w Europie.
Tradycja tej procesji wywodzi się od zdarzenia z 1412. Umierający człowiek ze Steinbühl zapragnął się ostatni raz wyspowiadać. Poprosił więc o wizytę proboszcza z odległego o siedem kilometrów Kötzting. Ksiądz obawiał się jednak grasujących w Lesie Bawarskim rabusiów i dzikich zwierząt. Pewien odważny młodzieniec zgłosił się więc na ochotnika, jako towarzysz księdza, chroniąc go w podróży. Po powrocie do domu ksiądz odprawił mszę dziękczynną i zobowiązał się do corocznego powtarzania podróży. Z czasem towarzyszyła mu coraz większa liczba osób. Obecnie procesja odbywa się w poniedziałek w Zielone Świątki (start o godz. 8) i tworzy ją 900 jeźdźców na koniach, ustrojonych barwnymi wstążkami. Uczestnicy ubrani są w tradycyjne stroje ludowe. Jeździec na czele korowodu wiezie krzyż, a następny latarnię. Potem jadą trębacze. Odmawiany jest zbiorowo różaniec. Część uczestników wiezie transparenty z liczbą odbytych dotąd jazd. Organizowane są postoje celem odprawiania wspólnych modlitw. Ostatni z nich ma miejsce przy bramie kościoła św. Mikołaja w Steinbühl. Po zakończeniu procesji większość osób powraca do Bad Kötzting, gdzie rozstawione zostają namioty z jedzeniem i lokalnym piwem.